# (37711) 1996 RP12
1996 RP12 (asteroide 37711) é um asteroide da cintura principal. Possui uma excentricidade de 0.08911200 e uma inclinação de 6.73110º.
Este asteroide foi descoberto no dia 8 de setembro de 1996 por Spacewatch em Kitt Peak.